# 湊街道
湊街道（みなとかいどう）とは、青森県八戸市と岩手県九戸郡洋野町を結ぶ街道。別称　浜街道、海岸通り。

## 概要
藩政時代、八戸城下から湊（八戸市）を経由して、太平洋岸沿いに九戸郡種市村八木へ至る八戸藩の脇街道。

## 宿場・伝馬継所
- 八戸城下
- 湊
- 鮫
- 白浜
- 大久喜
- 小舟渡
- 角浜
- 平内
- 小橋
- 玉川
- 八木

元禄11年（1698年） 以下、駄賃定目より
- 有家
- 本波
- 麦生
- 湊
- 大尻
- 盛岡藩領 小袖浜

## 参考資料
- 青森県史編さん近世部会『青森県史 資料編 近世篇 5 南部２ 八戸藩』青森県、2011年3月31日。
- 「角川日本地名大辞典」編纂委員会『角川日本地名大辞典 2 青森県』角川書店、1985年12月1日。ISBN 4040010205。
- 「角川日本地名大辞典」編纂委員会『角川日本地名大辞典 3 岩手県』角川書店、1985年3月8日。ISBN 4040010302。
- （有）平凡社地方資料センター『日本歴史地名大系 第2巻 青森県の地名』平凡社、1982年7月10日。ISBN 4-582-91021-1。
- （有）平凡社地方資料センター『日本歴史地名大系 第3巻 岩手県の地名』平凡社、1990年7月13日。ISBN 4-582-91022-X。
- 木村　礎、藤野　保、村上　直『藩史大辞典　第1巻　北海道・東北編』雄山閣、2002年4月15日。ISBN 4-639-10033-7。